# Таапака
Таапака (ісп. Taapaca) або Невадос-де-Путре (ісп. Nevados de Putre) — масивний комплексний вулкан, що складається з двох окремих вулканів та розташований на півночі Чилі в регіоні Арика-і-Паринакота.
Вулкани підносяться на північний схід від маленького міста Путре на півночі Чилі. Наймолодша вулканічна стадія, що почалася приблизно 9000 років тому, привела до утворення лавового купола 5860 м заввишки. Останній відомий період вулканічної діяльності, що привів до утворення шару попелу, датований приблизно 2200 років тому.
Таапака був церемоніальним центром інків та частково знаходиться на території Національного парку Лаука.